# 戰地風雲2142
《戰地風雲2142》由瑞典遊戲公司Digital Illusions CE（简称DICE）製作的第一人稱射擊遊戲，也是戰地風雲系列的第四套遊戲。遊戲的時代是設定於22世紀的冰河時期，描述世界兩個超級大國 – 歐洲聯盟和泛亞聯盟 – 為求生存的戰爭。本作也是戰地系列第一款不以美國為主要陣營的作品。
此遊戲主要是為多人連線遊戲而設計，容許最多64人在同一伺服器中遊玩或最多16人在單人遊戲與電腦對手進行征服模式。與前作《戰地風雲2》一樣，《戰地風雲2142》擁有自己的玩家排行系統令玩家可以查詢自己的成績和進度。但與《戰地風雲2》不同，《戰地風雲2142》有新種類的載具和武器。《戰地風雲2142》擁有物品解鎖功能令玩家可以在提升一個等級後得到一個解鎖點以解開一件物品。美商藝電其後推出其遊戲的擴充包名為極地風暴（北部突擊）；其擴充包提供新的地圖、載具和可以解開的物品。

## 遊戲內容

一台泛亞的T-39機甲站在地上。地圖為Cerbere Landing

《戰地風雲2142》有三種遊戲模式：征服模式、泰坦模式以及突擊防線模式.这三种模式下均可使用一定数量的战斗载具。泰坦模式則只可在線上模式中使用。因應不同伺服器的設定，兩種遊戲模式支持16-64人的对战。單人模式則只支持16人，其中15人是由電腦（BOT）操縱。

### 兵種
《戰地風雲2142》有四種兵種給玩家選用。每一種兵種有獨特的武器和裝備，除了戰鬥刀、小隊裝備、手槍（工兵除外）玩家一定要提升自己的官階以獲得更多的武器或裝備選項，而提升官階的方法為增加积分如殺敵或幫助隊友等行為。玩家在獲得解鎖點後可以挑選不同的槍支或裝備來遊玩。每一個兵種有兩支可以解開的武器和一項頭盔升級，而頭盔升級則因兵種而異。
- 偵查兵：偵查兵是《戰地風雲2》中狙擊手和特種部隊的混合版。該兵種的主要武器以狙擊步槍為主，但也有一支可解開的主武器卡賓槍來應付近身戰鬥。該兵種擁有兩種炸藥：遙控RDX炸藥包可以殺害士兵、摧毀載具或破壞敵方儀器；扇形的反人員地雷則可殺害觸發的敵方士兵。偵查兵配有光學迷彩，令玩家隱身於戰場上。偵查兵的頭盔升級功能可以延長標示敵方玩家位置的時間。在擴充包極地風暴中，玩家可解開在一定範圍可防止偵測器標示自己出來的狙擊手陷阱。
- 突擊兵：突擊兵是《戰地風雲2》中突擊兵和醫務兵的混合版。該兵種的主要武器為突擊步槍和可解開的外掛火箭彈發射器及外掛霰彈槍。其裝備則為可以回復士兵體力值的先進醫護箱、煙霧彈和可以復甦重傷倒地士兵的手提電擊器。突擊兵的頭盔升級功能則可令玩家在地圖上標誌敵方士兵的位置和兵種給隊友。在擴充包極地風暴中，突擊兵可以配備雷達手榴彈來偵查敵人位置。
- 工兵：工兵是《戰地風雲2》中反坦克兵和工兵的混合版。該兵種的主要武器為反載具武器，其中有一開始的反載具火箭、可解開的反載具步槍和可解開的防空火箭。其裝備有追蹤敵方載具的自走雷、維修器、手提載具聲納、電磁脈衝地雷和拆彈包。工兵的次要武器與其他兵種的手槍不同；該兵種擁有一把衝鋒槍以補充對步兵的攻擊力。工兵頭盔升級會令玩家可以標示敵方載具的種類。在擴充包極地風暴中，玩家可解開可吸引任何自走雷到投擲地自爆的自走雷誘餌。
- 支援兵：支援兵的標準武器為輕机枪，但也有可以解開的重機槍和霰彈槍。支援兵的裝備為彈藥箱、可放置的哨戒炮、電磁脈衝手榴彈和可放置的能量護盾。支援兵的頭盔升級能令玩家在一定範圍在地圖上標示用了光學迷彩的敵人和在該支援兵的視野內保持對敵方玩家在地圖上的標示直到敵人離開該補給兵的視線。在擴充包極地風暴中，玩家可解開人員聲納和RDX霰彈槍。

### 征服模式
《戰地風雲2142》的征服模式與戰地風雲系列一樣，將玩家分成兩隊並以殺敵和佔領地圖上的重生點。在遊戲中，旗桿代表重生點的位置，而旗幟的顏色和花紋則代表控制的一方。佔領重生點多的一方可以令另一方的重生次數減少。雙方一開始時有一定數量的重生次數。每當一名玩家重生，重生次數就會減少一點。玩家可以使用突擊兵的電擊器來重生重傷倒在地上的玩家以節約使用重生次數。只要該玩家能重生，重生次數則不會減少。每名重傷玩家在失救15秒後皆會在玩家選擇的重生點重生，而此舉會減少一點重生次數。當一方損失所有重生次數或所有據點而所有玩家皆陣亡，該方即輸掉該局遊戲。
在遊戲中，征服模式有多種：
- 在征服：交互模式（對攻）中，雙方皆有一個不可被佔領的重生點。雙方只可通過佔領更多重生點和殺敵來獲得勝利。
- 在征服：突擊模式（攻防）中，泛亞隊伍擁有一個不可被佔領的重生點，而歐盟隊伍則擁有其他據點。在Cerbere Landing中，辦公室廢墟據點則是中立。
- 在征服：突擊防線（突擊）中，歐盟隊伍擁有一個不可被佔領的重生點，而泛亞隊伍則擁有所有據點。與突擊模式不同的地方是，歐盟隊伍不可佔一個有紅色鎖標示的泛亞隊伍重生點（主基地），直到泛亞隊伍失去除了重生點外的重生點方可被泛亞隊伍。一旦泛亞隊伍重新佔領其他重生點，歐盟隊伍則不可以中立泛亞隊伍的主基地。
- 在征服：雙突擊防線（衝突）中，雙方皆有一個有紅色鎖標示的重生點（主基地）。一方必須佔領除了對方主基地外的重生點方可佔領對方的主基地。
- 在征服：征服突擊模式（基地）中，泛亞有一台不可動和不可被佔領的泰坦，而歐盟則有所有據點和一艘可被佔領的泰坦。
- 在征服：無載具模式（步戰）中，無一重生點會提供載具。雙方必須以步兵戰取得勝利。

### 泰坦模式
在泰坦模式中，雙方隊伍的任務目標是摧毀對方的泰坦。泰坦為一艘巨大、重裝甲和武裝的飛行戰艦；它們擁有強大的防護力場，足以抵抗所有武器的攻擊。遊戲一開始時，防護力場即會包圍泰坦，而玩家則要佔領地圖上的反泰坦飛彈發射井來中和敵方泰坦的防護力場。每一方的指揮官可以在地圖上移動已方的泰坦。每一方的泰坦皆有4門對地炮和2門防空機炮。當泰坦的防護力場消失後，指揮官則不能再移動泰坦。
一方的玩家只能在對方敵方的防護力場消失才能登上對方的泰坦。玩家可以透過空中運輸機、運兵車上的夾艙、小隊長放在對方的泰坦的重生信標和已方泰坦上的夾艙彈射器登上對方的泰坦。當玩家登上對方泰坦後，玩家須要摧毀四組泰坦控制台以進入泰坦核心。進入核心後，玩家可以對核心進行攻擊，以減少對方泰坦的耐久值。反泰坦飛彈也會減少泰坦的耐久度。當對方的泰坦耐久值跌到零時，玩家有30秒逃出該泰坦。
在《戰地風雲4》的資料片《海軍風暴》中，以「突擊航母模式」的新形象再度登場。

### 績分系統
《戰地風雲2142》的階級和分數制度大致和《戰地風雲2》相同，但《戰地風雲2142》的階級名稱則不大相同。和《戰地風雲2》一樣，《戰地風雲2142》的玩家可以查詢自己過往的遊戲成績。在《戰地風雲2142》中，玩家可在同一帳號創作最多四個角色，而舊作《戰地風雲2》則只可創作一個角色。當玩家進行多人線上遊戲時，一個主伺服器會記錄該玩家的分數、階級、裝備和其他戰積。

### 階級
《戰地風雲2142》的官階含有現實官階，但也有自創的官階；大部分的官階也有分為高級和特級，如高級少校和特級少校，而後者的官階比前者高一級。玩家需要獲取經驗值從而升上下一個官階，而經驗值可在排名伺服器中從殺敵、中立據點、治療或補給隊友、協助殺敵和出任小隊長或指揮官等行動獲取。如果玩家傷害或擊殺隊友，玩家的分數會被減少。
在遊戲中，每一個更高級的官階需要比前一個官階更多的經驗值才能提升，如高級槍手需要的經驗值是40點，而下一個官階特級槍手則需要80點方可得到。新玩家在遊戲一開始時可以輕易隨官階的提升而得到新的解鎖點，但在遊戲後期則需要付出更多時間和技術方可提升一級，如准將需要增加的經驗值是3600點。玩家也可透過不同的獎勵得到經驗值，從而升級並得到新的解鎖點。遊戲中最後三個官階 – 少將、中將和上將 – 只會授予一定數量的玩家，而上將更只會授予該星期最傑出的玩家。此三個官階均為臨時官階，如果其他玩家能超越持有官階玩家的成績，持有該官階者會失去其官階。

### 獎章
玩家只能通過在排名伺服器中的多人線上遊戲方可取得獎章，而不同獎章有不同的要求。一般獎章會有一個至五個條件；有些條件必須在一回合內達成，而有些條件須要玩家在遊戲生涯中累積，如戰爭學院勳表需要玩家在遊戲生涯取得2.0勝敗率，但也需要玩家在一回合內取得45點指揮官分數。獎章中的胸章、徽章和勳表含有一定經驗值，而勳章則不提供任何經驗值。徽章合共有金、銀、銅三級，而胸章則可重覆取得。

### 解鎖裝備
每當玩家晉升一個新官階，玩家就得到一點解鎖點。玩家也可在擴充包極地風暴中得到新的解鎖點和裝備。遊戲中合共含有50點解鎖點，其中主程式有40點，而擴充包極地風暴則有10點。解鎖裝備合共有3種，分別為兵種解鎖裝備、能力解鎖裝備和小隊長解鎖裝備。兵種解鎖裝備可在使用該兵種時使用；能力解鎖裝備則在遊玩時生效；小隊長解鎖裝備則可隨時裝備，但只可在當小隊長時使用。解鎖物品全以梯級式編排，而玩家需要解開底下的物品方可開始解開更高層的物品。玩家可在遊戲中拾獲其他玩家的背包使用直到玩家陣亡或回合結束為止。
戰場升級是一個遊戲中的臨時解鎖點，而玩家可在加入小隊時得到。當小隊員遵重小隊長的指示幫助隊友和殺害敵人時，小隊會得到戰場升級作獎勵。玩家可以用該解鎖點解開比已解開裝備高一級的裝備，但玩家不可再解開更高級的裝備。玩家可使用用戰場升級解開的裝備直到玩家離開該伺服器為止。沒有擴充包的玩家也可透過戰場升級暫時解開擴充包的解鎖物品。戰場升級只應用於排名伺服器中。

## 遊戲發展
在2006年一月，一段30秒的影片在互聯網流出，並引起對《戰地風雲2142》製作的猜測。該影片引述自己為內部測試的影片。該影片含有一段載具在有未來色彩的城市戰鬥的片段和一台機甲的片段。
在2006年二月，美商藝電的高級製作人丹·布萊克史東（Dan Blackstone）在一段採訪中提到：
|  | We're about to announce something very big, so stay tuned. One other interviewer asked this and I gave him a hint, so it's only fair that I do the same for you: 3213/3*2. Or said another way: S.R. 4588164. |

其大意則為：
|  | 我們即將宣佈一項新的項目，所以請密切留意。另一名採訪員也問了同樣的問題，而我給了他一個提示。公平起見，我也給你一個同樣的提示：3213/3*2，或4588164的算术平方根。 |

4588164的平方根和3213/3*2的答案為2142，令傳聞應驗。在2006年3月21號，美商藝電和DICE在官方網頁上公佈《戰地風雲2142》為戰地風雲系列的下一套作品。在《戰地風雲2》的擴充包，裝甲勁旅的地圖Midnight Sun中，一台車子的車牌為2142。在同一擴充包中，遊戲的地圖含有一幅廣告，描述一隻電子手錶顯示21：42和一個蘑菇雲作為背景並有一個寫有『迎接未來』（Watch for the Future）的標題。在擴充包中，一台可駕駛的貨車上有一本印有『冰河時期抵達』的雜誌。《戰地風雲2142》在2006年的E3遊戲展中正式發佈。
《戰地風雲2142》測試版在2006年8月的第三個星期推出，可是該測試版卻不是完全公開，令到一部分的支持者失望。有支持者一開始認為只有FilePlanet的訂閱者才可參與測試，但後來官方公佈測試中另外含有邀請系統。當時的測試成員為FilePlanet的訂閱人士（名額為先到先得）和被邀請的人。當時也有一些玩家網站以測試帳號為獎品的比賽。在2006年8月31號，大量的測試帳號在FilePlanet免費推出，而公測最後在2006年9月12號完結。
在2007年的蘋果電腦全球研發者大會（簡稱WWDC）中，美商藝電宣佈《戰地風雲2142》將在2007年7月支援麥金塔電腦。麥金塔電腦版本的《戰地風雲2142》最後在2007年8月28號推出市面。因為遊戲只支援Cedega系統，所以該遊戲只會在英特爾為中心的麥金塔電腦上運作，而非PowerPC。

### 廣告組件
在《戰地風雲2142》中，可變遊戲廣告是由IGA Worldwide製作。同樣的系統也在《细胞分裂：混沌法则》或《迅雷先鋒4》應用。該系統會在遊戲中的廣告牌上不停變更廣告內容。有玩家認為該程式為廣告軟件加以反對，也有玩家認為該程式可能含有間諜軟件以監察玩家的上網習慣。DICE則回應該程式只會回報玩家所看的廣告和時間長度。澳洲玩家在該程式执行時沒有可變廣告組件，但現在澳洲玩家仍會在遊戲期間觀看到廣告。英特爾曾經在遊戲中宣傳它們的硬件，探索頻道也在遊戲內建的廣告牌上宣傳它們的紀錄片：未來武器。幽靈車神和魔間傳奇的DVD廣告也在遊戲中出現。
沒有廣告租用的廣告版主要貼上遊戲中各陣容的徵兵廣告和DICE旅遊廣告。DICE的旅遊廣告為虛構車票到遊戲中的地點，如₤2142到凡爾登或柏林；版上寫有『不得攜帶槍械』（Guns not included）和『單程路』等標語。現在有些廣告版寫有『歐盟士兵，2143年新年快樂！』（Happy 2143 EU Soldiers）等標語；有廣告則引用星河戰隊和第二次世界大戰語錄，在廣告版上寫有『他在履行責任，你呢？』（He's Doing His Part. Are you?）字句。
在極地風暴擴充包推出後，廣告的圖樣也有所增加。在其中一幅廣告上則有一台歐盟的Goliath步兵戰車，並寫有『士兵的最佳朋友』（A soldier's best friend）；泛亞的宣傳廣告則為一面泛亞旗幟，背景寫有『歐洲已被征服！』（Европа завоёвана!）的字句。在英國，大部分的廣告則為Core 2 Duo – 寫有『已有戰場測試』 - 和極地風暴擴充包。在2007年8月，英國銀行Lloyds TSB在遊戲的廣告版中宣傳它們的戶口和產品。目前，廣告版上的廣告為《戰地風雲：惡名昭彰2》。

### 遊戲更新
美商藝電暫時已釋出多項更新，主要解決遊戲中的錯誤和漏洞。有些玩家仍然投訴遊戲的漏洞仍舊存在，如穿牆和不合法地控制彈射艙。在1.25的更新中，它令玩家不能再用彈射艙到達一般不能登上的地方，可是它會令到某些玩家無故死亡或困在物件中。在1.40的更新中，它修正了過去的彈射艙問題、新增了地圖Highway Tampa和增加了自動儲存玩家自訂裝備的功能；它也增加了泰坦產生砲艇的數量，由一台增加至兩台。在Highway Tampa中，每方則產生三台砲艇。在2008年5月30號的1.50更新中，美商藝電修復了遊戲中的錯誤和增加兩張地圖 – Wake Island 2142和Operation Shingle。在2011年2月15號的1.51更新中，增加Northern Strike资料片的地图，同时包含了Operation Blue Pearl、Yellow Knife、Molokai三张来自玩家社群的地图，並且把战地2中的热门地图Strike at Karkand移植到了战地2142中。
目前最新更新檔為v1.51版本。

## 銷售

### 試玩版
藝電只釋出多人線上遊戲的試玩版，內含一幅地圖 – Sidi Power Plant – 並可以執行征服模式或泰坦模式。試玩版只能在運行試玩版的伺服器運作，而有些則是由藝電運作。玩家不能在試玩版得到分數，而試玩版也沒有更新，所以遊戲錯誤和漏洞仍然存在。

### 零售贈品
- 收藏家版本：收藏家版本以一個有號碼標籤的鐵盒包裝，內含一張遊戲的DVD光碟、特別匙扣、手機繩和一遊戲解鎖點連等級。
- Best Buy預購版本：在Best Buy預購的玩家會得到一個狗牌造型的記憶卡和在遊戲中有特別造型的歐盟步槍SCAR-11。該步槍的功能和數值和一般的SCAR-11一樣，但造型不同。有玩家對該步槍表示歡迎，但有玩家認為步槍的體積過大，令到玩家不能正常觀測畫面[13]。目前擁有該步槍的玩家不能移除該步槍[14]。雖然DICE曾在一個遊戲論壇上商討移除該步槍的事項，但現在仍沒有消息[15]。
- GameStop預購版本：預購的玩家可以得到一個免費的解鎖點和官階，而這個解鎖點可以和《戰地風雲2》的老兵計劃重疊。
- 《戰地風雲2》老兵計劃：《戰地風雲2》的玩家可以參加老兵計劃來保障自己的《戰地風雲2142》角色名稱、得到一個免費等級連解鎖點、一個遊戲中的『2』標誌來區分《戰地風雲2》的玩家和在《戰地風雲2》中使用一些特別的內建語音[16]。

## 評價
《戰地風雲2142》主要得到一些正面的評價，但比前作較低。IGN的評分為8.4，而GameSpot的評分為8.1。WorthPlaying則給予8.9分 ，並認為《戰地風雲2142》保持了過往的風格，如陸空軍的配合和廣大的地圖。Game Rankings的總評分為80%。

## 極地風暴

一台T-36 Hachimoto快速攻擊車輛。極地風暴的新載具。

2008年3月8號，美商藝電釋出《戰地風雲2142》的擴充包：極地風暴。在英國和亞洲某些地區，零售商以內置下載密碼的空盒來銷售該擴充包。
在極地風暴中，戰鬥被移到2145年的中歐，即現今的德國。泛亞當時已在當時因冰河和戰爭廢棄的中歐城市建立基地。歐盟軍隊則計劃重奪歐洲。此虛擬戰爭以1944年的諾曼地登陸為藍本，而歐洲各地也開始在行動中重奪到歐盟手中。
極地風暴含有十個新的解鎖點、三張新地圖、兩台新載具和新的遊戲模式 – 突擊防線。極地風暴可通過EA LINK購買，價錢為10美元。在2008年1月，玩家可購買《戰地風雲2142》合集，內含主程式和擴充包
。
極地風暴於1.51版本釋出後已免費贈與所有《戰地風雲2142》的玩家。

### 獎章和解鎖物品
極地風暴含有11面新的獎章：四面勳表、兩面含金銀銅等級的徵章和一面胸章。除了胸章外，每一個新的獎章含有一個解鎖點，可以解開極地風暴的物品或主程式的物品。沒有極地風暴的玩家可通過拾獲有極地風暴裝備的背包或通過戰場升級使用極地風暴的物品。

### 地圖
極地風暴含有三幅新地圖：Bridge at Remagen、Liberation of Leipzig和Port Bavaria。此三幅地圖可以執行新的遊戲模式 - 穾擊防線，而新地圖上會有新的載具。新地圖主要以機甲為主，而沒有坦克。在突擊防線中，空軍則只有少量或沒有運輸機。玩家可以在Port Bavaria和Bridge at Remagen以泰坦模式遊玩。在極地風暴中，地圖上有與泰坦彈射艙相似的橫向彈射艙，但彈射距離和方向皆有所減少，而玩家會在一定時間內強制被彈射出去。

### 突擊防線
突擊防線與征服模式大體相同，但擁有不同的地方。在一般征服地圖中，泛亞軍皆為進攻一方，而歐盟則為防守一方。在突擊防線中，兩個陣營的角色則被調換。在突擊防線中，裝甲運兵車和Goliath步兵戰鬥車輛是重生點，而歐盟的Goliath步兵戰鬥車輛則不能被泛亞一方奪取。在地圖上，泛亞擁有一個有紅色鎖標籤的主機地，歐盟玩家必須佔領地圖上的所有其他據點方可取得泛亞的主機地，如果歐盟玩家失去其中一個據點，歐盟玩家即不能佔領主機地直到歐盟玩家重新取得所有據點。成功佔領泛亞主機地的話，所有歐盟陣營的玩家會得到一個極地風暴的胸章。

## 外部連結
- Electronic Arts戰地風雲2142官方網站
- Electronic Arts戰地風雲系列官方網站